# Thomas Marshburn
Thomas Henry Marshburn (Statesville, 29 augustus 1960) is een Amerikaans ruimtevaarder.
Marshburn maakte deel uit van NASA Astronautengroep 19 Deze groep van 11 ruimtevaarders begon hun training in 2004 en had als bijnaam The Peacocks. 
Zijn eerste ruimtevlucht was STS-127 naar het Internationaal ruimtestation ISS met de spaceshuttle Endeavour en vond plaats op 15 juli 2009. Later volgde nog een missie naar het Internationaal ruimtestation ISS. Tijdens deze missies maakte Marshburn vier ruimtewandelingen.
Zijn derde vlucht was SpaceX Crew-3. Hij was de piloot van de Crew Dragon en zou een half jaar in het ISS verblijven voor ISS-Expeditie 66 en 67.
Op 1 december 2022 kondigden Marshburn aan dat hij op 31 december als NASA-astronaut zal afzwaaien. Hij zal dan aan de slag gaan bij Sierra Space als Chief Medical Officer van hun Human Spaceflight Center en Astronaut Training Academy.